# André-Frank Zambo Anguissa
André-Frank Zambo Anguissa (sinh ngày 16 tháng 11 năm 1995) là một cầu thủ bóng đá chuyên nghiệp người Cameroon thi đấu ở vị trí tiền vệ cho câu lạc bộ Serie A Napoli và Đội tuyển bóng đá quốc gia Cameroon.

## Thống kê sự nghiệp

### Câu lạc bộ
Tính đến ngày 3 tháng 10 năm 2023
| Club              | Season       | League         | League | League | National cup | National cup | League cup | League cup | Europe | Europe | Other | Other | Total | Total |
| Club              | Season       | Division       | Apps   | Goals  | Apps         | Goals        | Apps       | Goals      | Apps   | Goals  | Apps  | Goals | Apps  | Goals |
| ----------------- | ------------ | -------------- | ------ | ------ | ------------ | ------------ | ---------- | ---------- | ------ | ------ | ----- | ----- | ----- | ----- |
| Marseille         | 2015–16      | Ligue 1        | 9      | 0      | 1            | 0            | 2          | 0          | 1      | 0      | —     | —     | 13    | 0     |
| Marseille         | 2016–17      | Ligue 1        | 33     | 0      | 3            | 0            | 1          | 0          | —      | —      | —     | —     | 37    | 0     |
| Marseille         | 2017–18      | Ligue 1        | 37     | 0      | 2            | 0            | 1          | 0          | 16     | 0      | —     | —     | 56    | 0     |
| Marseille         | Total        | Total          | 79     | 0      | 6            | 0            | 4          | 0          | 17     | 0      | —     | —     | 106   | 0     |
| Fulham            | 2018–19      | Premier League | 22     | 0      | 0            | 0            | 3          | 0          | —      | —      | —     | —     | 25    | 0     |
| Fulham            | 2020–21      | Premier League | 36     | 0      | 1            | 0            | 1          | 0          | —      | —      | —     | —     | 38    | 0     |
| Fulham            | 2021–22      | Championship   | 3      | 0      | 0            | 0            | 0          | 0          | —      | —      | —     | —     | 3     | 0     |
| Fulham            | Total        | Total          | 61     | 0      | 1            | 0            | 4          | 0          | —      | —      | —     | —     | 66    | 0     |
| Villarreal (loan) | 2019–20      | La Liga        | 36     | 2      | 3            | 0            | —          | —          | —      | —      | —     | —     | 39    | 2     |
| Napoli (loan)     | 2021–22      | Serie A        | 25     | 0      | 0            | 0            | —          | —          | 5      | 0      | —     | —     | 30    | 0     |
| Napoli            | 2022–23      | Serie A        | 36     | 3      | 1            | 0            | —          | —          | 8      | 1      | —     | —     | 45    | 4     |
| Napoli            | 2023–24      | Serie A        | 7      | 0      | 0            | 0            | —          | —          | 2      | 0      | 0     | 0     | 9     | 0     |
| Napoli            | Total        | Total          | 68     | 3      | 1            | 0            | —          | —          | 15     | 1      | 0     | 0     | 84    | 4     |
| Career total      | Career total | Career total   | 241    | 5      | 11           | 0            | 8          | 0          | 32     | 1      | 0     | 0     | 292   | 6     |

1. ↑  Includes Coupe de France, FA Cup, Copa del Rey, Coppa Italia
2. ↑  Includes Coupe de la Ligue, EFL Cup
3. 1 2  Appearances in UEFA Europa League
4. 1 2  Appearances in UEFA Champions League

### Quốc tế
Tính đến ngày 27 tháng 1 năm 2024
| Đội tuyển quốc gia | Năm  | Trận | Bàn |
| ------------------ | ---- | ---- | --- |
| Cameroon           | 2017 | 11   | 2   |
| Cameroon           | 2018 | 4    | 0   |
| Cameroon           | 2019 | 9    | 0   |
| Cameroon           | 2020 | 2    | 1   |
| Cameroon           | 2021 | 9    | 2   |
| Cameroon           | 2022 | 11   | 0   |
| Cameroon           | 2023 | 6    | 0   |
| Cameroon           | 2024 | 4    | 0   |
| Tổng               | Tổng | 56   | 5   |

Bàn thắng và kết quả của Cameroon được để trước.
| # | Ngày                 | Địa điểm                                          | Đối thủ    | Bàn thắng | Kết quả | Giải đấu                      |
| - | -------------------- | ------------------------------------------------- | ---------- | --------- | ------- | ----------------------------- |
| 1 | 22 tháng 6 năm 2017  | Sân vận động Krestovsky, Saint Petersburg, Nga    | Úc         | 1–0       | 1–1     | FIFA Confederation Cup 2017   |
| 2 | 11 tháng 11 năm 2017 | Sân vận động Levy Mwanawasa, Ndola, Zambia        | Zambia     | 1–1       | 2–2     | Vòng loại FIFA World Cup 2018 |
| 3 | 12 tháng 11 năm 2020 | Stade de la Réunification, Douala, Cameroon       | Mozambique | 3–0       | 4–1     | Vòng loại CAN 2021            |
| 4 | 4 tháng 6 năm 2021   | Sân vận động Wiener Neustadt, Wiener Neustadt, Áo | Nigeria    | 1–0       | 1–0     | Giao hữu                      |
| 5 | 13 tháng 11 năm 2021 | Sân vận động Orlando, Johannesburg, Nam Phi       | Malawi     | 2–0       | 4–0     | Vòng loại FIFA World Cup 2022 |